# Chetogena omissa
Chetogena omissa är en tvåvingeart som först beskrevs av Henry J. Reinhard 1934.  Chetogena omissa ingår i släktet Chetogena och familjen parasitflugor. Inga underarter finns listade i Catalogue of Life.